# Abláció (geológia)
A latin eredetű abláció szó jelentése a geológiában:
1.  a földfelület elmállott és meglazult részeinek víz vagy levegő által való elhordása.
2. Az abláció gleccserek leolvadását is jelenti. Ez az olvadás túlnyomóan a levegő hőmérsékletétől és páratartalmától függ, amelyek az évszakokkal változnak. Télen a gleccser gyarapodása nagyobb, mint az ablációja, nyáron pedig kisebb. Ez a folyamatos különbség tartotta a gleccsereket változatlan egyensúlyban, azonban a globális felmelegedés miatt az abláció időtartama megnövekedett, így a legtöbb gleccser napjainkban olvadásnak indult.
3. Az abláció jelenti a Föld légkörébe belépő meteoroid vagy űreszköz felszíni rétegének leválását, ami a légkörben való súrlódás miatti gyors felmelegedés következménye. Az űreszközök hőpajzzsal rendelkeznek, melyek külső felszíne le tud válni, ezzel megakadályozva az űreszköz belsejének túlzott felmelegedését.